# Octave Jahn
Pour les articles homonymes, voir Jahn.
Octave Jahn dit également Souvarine, né le 10 février 1869 à Cherbourg (Manche) et mort le 9 juin 1917 à Mexico, est un agitateur et propagandiste communiste libertaire et anarchiste.
Max Nettlau le présente comme « un fervent propagandiste du communisme libertaire » et l'historien Gaetano Manfredonia comme « le fougueux animateur des Jeunesses Antipatriotes » et « le prototype même du jeune anarchiste de la période héroïque du mouvement. »

## Biographie

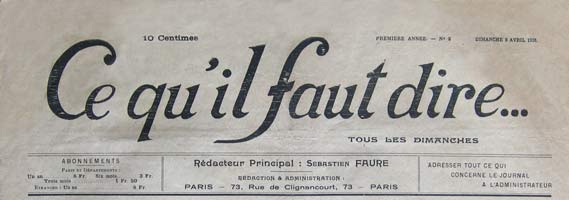
La manchette de Ce qu'il faut dire du 2 avril 1916.

En 1884, Octave Jahn, âgé de 15 ans, organise à Paris une grève des télégraphistes.
En 1886, il fonde à Paris, avec notamment, Joseph Tortelier, Émile Bidault, Edmond Marpaux, Étienne Falcoz et Émile Ferrières, la Ligue des antipatriotes qui avait pour but la lutte contre le militarisme, les guerres qui en découlent et son corollaire, le patriotisme.
En août 1889, il s'installe à Lyon et se montre ardent dans son action de propagandiste.
Poursuivi par la police, il se réfugie en Belgique, où il participe à la grève de mai 1897 dans le bassin minier du Hainaut, il s'y distingue dans les meetings par un discours véhément et révolutionnaire.
En octobre 1895 à Marseille, il est arrêté et condamné à 2 ans et demi de prison pour des paroles jugées subversives.
Entre 1887 et 1894, il effectue plusieurs séjours en prison et est condamné, au total, à neuf ans et neuf mois de prison et à 360 F d'amende pour outrages, provocation à l'incendie, provocation au meurtre, à la désertion, menaces de mort.
Il poursuit cependant son parcours d'infatigable propagandiste, se déplaçant beaucoup à travers la France, l'Afrique du nord, mais aussi la Suisse, l'Angleterre et l'Espagne, pays où il réside jusqu'en 1909.
Il émigre ensuite au Mexique avec sa compagne, l'anarchiste catalane Salut Borràs i Saperas, où, sous le pseudonyme de Souvarine, il collabore à la revue Ariete éditée par la Casa del Obrero Mundial. En 1915, avec Salut, il participe à la révolution mexicaine et devient le secrétaire d’un colonel de l’armée Zapatiste. La même année, il participe à l’inauguration de l’école rationaliste de Mexico inspirée de l'école moderne de Francisco Ferrer.
Revenu en France en 1916, il fait une série de conférences sur la révolution mexicaine et écrit plusieurs articles sur ce thème dans le journal Ce qu'il faut dire de Sébastien Faure.
Il retourne fin 1916 au Mexique où il meurt.

## Citation
« Depuis la guerre on ne paie plus les loyers, mais il faudrait que cela continue et on pourrait profiter de l’occasion pour supprimer la propriété individuelle et établir la propriété communiste. Si la classe ouvrière le voulait, ce serait tôt fait, mais il faudrait qu’à la guerre bourgeoise succédât la guerre sociale, la guerre de classes. » - Le 21 septembre 1916, lors d’une réunion organisée par le Syndicat des terrassiers à Paris.

## Sources
(mai 2022).
- « notice biographique », Dictionnaire des anarchistes, « Le Maitron ».
- « notice biographique », Dictionnaire international des militants anarchistes.
- « notice biographique », L'Éphéméride anarchiste.
- « notice bibliographique », Centre International de Recherches sur l'Anarchisme (Lausanne).
- René Bianco, « notice », 100 ans de presse anarchiste
- « notice biographique », Dictionnaire biographique du mouvement ouvrier français.
- « Alexandre Jacob, l’honnête cambrioleur », Atelier de création libertaire